# 奈落のふたり
『奈落のふたり』（ならくのふたり）は、五郎丸えみによる漫画。講談社のウェブコミック配信サイト『コミックDAYS』にて2020年6月17日より2021年9月22日まで連載された。過去に複数のグルメ漫画を明るくほのぼのとしたテイストで手掛けてきた作者にとっては、前述のような要素がほぼ含まれない異色ジャンルのサイコラブロマンスおよび学園ものである。

## あらすじ
真宿高校というクラス替えのない進学校に通う佐倉凛はカースト上位のグループを中心にイジメを受けていた。クラスメイトで凛の隣の席の小峰悠哉はその様子を内心「くだらない」「俺には関係ない」と呆れ冷めた目で見ながらもたまに周りに合わせるように適当に暴言を吐いていた。
そんなある日、悠哉は凛は死んだ方が良くないかと聞かれた際、いつものように軽い気持ちでそれに同意するも直後に凛はその場にいた教室の窓から、あっという間に飛び降りてしまう。
着地した植え込みのクッションにより、命に別状はなかったが病院に入院した凛は病室に呼び出した悠哉に「死ねって言われたので死にます」と悠哉のみの氏名が記載された遺書をSNSにアップロードすると脅しをかける。
そうしないための交換条件として、凛は自分とカレカノごっこをするように要求。それをやむを得ず、引き受けた悠哉。2人のありえない交際が始まった。

## 登場人物

### 主要人物
佐倉 凛（さくら りん）
本作の主人公で真宿高校3年生。
長い黒髪が特徴でミステリアスな雰囲気だが世間ズレも見られる。校内では図書委員としても活動。家は裕福だが現在は母を亡くし、父は海外出張、兄は大学の寮生活を送っている為、一人暮らし。週3回家政婦が来て、近所には伯母が住んでいる。進学はT塾大学の推薦狙い。
クラスでいじめに遭っていたがいじめに直接関わっていない悠哉から「死ねば良いのにな」と言われたことがきっかけで教室から飛び降りる。植え込みに落ちたことで生存するも見舞いに来た悠哉を脅迫し、悠哉とのカレカノごっこを始め、自身の処女も捧げた。
悠哉とのカレカノごっこを楽しむ傍ら、薫とも友達になりたいと言い出し、彼女に接していく。
小峰 悠哉（こみね ゆうや）
本作のもう1人の主人公で真宿高校3年生。物語は悠哉視点で進むことが多い。
ぶっきらぼうで内心でも何事にも冷めているように見えて、薫曰く“他人に興味ないようで自分のテリトリーに入れると決めたら大事にする”と評されている。母子家庭ということもあり、成績は優秀。
凛いじめを傍観していたが流される形で「死ねば良いのに」と言ってしまったことから、凛の自殺未遂を招き、口止めとして、凛とカレカノごっこをする羽目になる。凛に主導権を握られ、振り回されていたが凛の自宅に招かれ、彼女の家庭環境の一片を知ったことと性行為をして以降は「凛の本音（弱味）を掴むまでは凛の要求に付き合う」ことにした。
薫のことは「似た者同士で一緒にいて楽だけど建前や本音も分かり合えてると思って信用してた」「最初からウマが合った。反応がハッキリしてて話してて楽しい。俺といる時の薫は嬉しそうだから優しくしたい」等と思っていたが薫からは「基本誰に対しても問題が起きないように気持ちを汲み取って優しいけど付き合ってても私だけ、特別にされてるって感じたことはなかった」等と思われている。
横井 薫（よこい かおる）
本作のもう1人のヒロインで真宿高校3年生。
黒髪でパーマがかったセミロングの女子生徒。大人びた雰囲気だが悠哉曰く“笑うと幼い”。学業成績は上位で両親の強い薦めからH橋大学を志望しており、悠哉を含めた周囲には器用で周りに合わせるのが上手なスクールカースト上位者だと思われているが、本当は嫉妬深くて執念深くて怒りや不安定な精神を抱えやすく、肝心な時に素直になれないのに相手をコントロールしようとはしていて、カコには『友達なのにいつも本当に思っていることを話してくれないよね』と指摘されている。
彼氏だった悠哉を「佐倉に無駄に優しくして、好意を持ってると勘違いさせた？」「悠哉と一緒にいたら佐倉の標的になるかもしれないのに…信用できない」等の理由で一方的にフッてしまうものの、実は別れる気は全くなくて、いつものように追いかけて来てくれることを期待していた。悠哉とは1年生の終わりから話すようになり、2年生の2学期の終わりに薫から告白して付き合うようになった。

### 真宿高校
林 啓太（はやし けいた）
真宿高校高校3年生。
凛いじめグループの主犯格。金髪マッシュルームカットが特徴。家が金持ち。
悠哉に一連の凛のイジメ騒動の全責任を押し付けながらも一切悪びれず、悠哉や凛にわざと嫌味を言って煽っている。
伊藤 真樹（いとう まき）
真宿高校高校3年生。
凛いじめグループの一員で林の彼女。黒髪ツインテールが特徴。
林同様に一切悪びれず、悠哉や凛にわざと嫌味を言って煽っている。学業成績は優秀な方で母や姉の母校で1枠しかないT塾大学の推薦入学を狙っている。
ゆう
真宿高校高校3年生。
黒髪を2つに結びおろした女生徒で薫の親友。
悠哉が薫を駅のホームから線路へ突き落としたと目撃の時から勘違いして騒いたことで悠哉をスクールカーストの更なる底辺へと落とした。
カコ
真宿高校高校3年生。
長髪で前髪はセンターに分けている女生徒で薫の親友。
丸山
真宿高校の男性教師。
入院した凛の頼みを受け、悠哉を病室に連れて行った。

### 家族
凛の父
凛の父親。会社を経営している。存在が語られるだけで未登場。
現在は海外出張中。
凛の母
凛の母親。
凛に瓜二つの容姿。
4年前に交通事故で亡くなる。遺影のみの登場。
凛の兄
凛の兄で大学生。
現在は地方の大学に在学中で大学の寮暮らし。凛曰く“昔から明るい人気者で私とは関係ない人”。大学では野球部で関東大会で優勝している。
偶然帰省していた際に初めて出会った悠哉からは「リア充感あるけど気持ち悪ぃな。(凛が)怪我して心配したって言ってるけど怪我した理由も知らねーし、男連れ込んでるって思ったクセに2人きりにしてさっさと出てくし。おかしくね？」「口先ばっか調子いいタイプ」等と評された。
悠哉の父
悠哉の父親。
故人。遺影のみの登場。
悠哉の母
悠哉の母親。
夫を亡くした後、女手一つで2人の子供たちを育てる。いつも明るく気さくな親しみやすい人柄で悠哉に彼女（凛）が出来たと知った時も悠哉と凛に街で出くわした流れで悠哉の家で一緒に夕食を振る舞った時も凄く嬉しそうにしていた。
小峰 久美（こみね くみ）
悠哉の妹で中学3年生。
母親譲りの明るさで悠哉曰く“いつもうるさい”。勉学は不得意だが悠哉に勉強を教えてもらうようになってからは少しづつ学業成績は向上している。ミーハー気質なのか凛と夕食を共にした時には悠哉との馴れ初めを詳しく聞こうとして、悠哉と母に咎められた。
薫の母
薫の母親で専業主婦。
凛と悠哉の件で成績が落ちてきている薫に小言を言うことが多くなるも薫に凛という新しい友達が出来た際には喜んだ。
薫の父
薫の父親。劇中では声のみの登場。
薫の成績が下がり始めてからは妻に八つ当たりされるようになる。

## 書誌情報
- 五郎丸えみ『奈落のふたり』講談社〈イブニングKC〉、既刊1巻（2020年11月11日現在）、全3巻（電子版）[21][22]
  1. 2020年11月2日発売[2]、ISBN 978-4-06-521538-8
  2. 2021年5月12日発売、ASIN B093K68ZGV
  3. 2021年11月10日発売、ASIN B09KRMQ2MV